# 6Б15

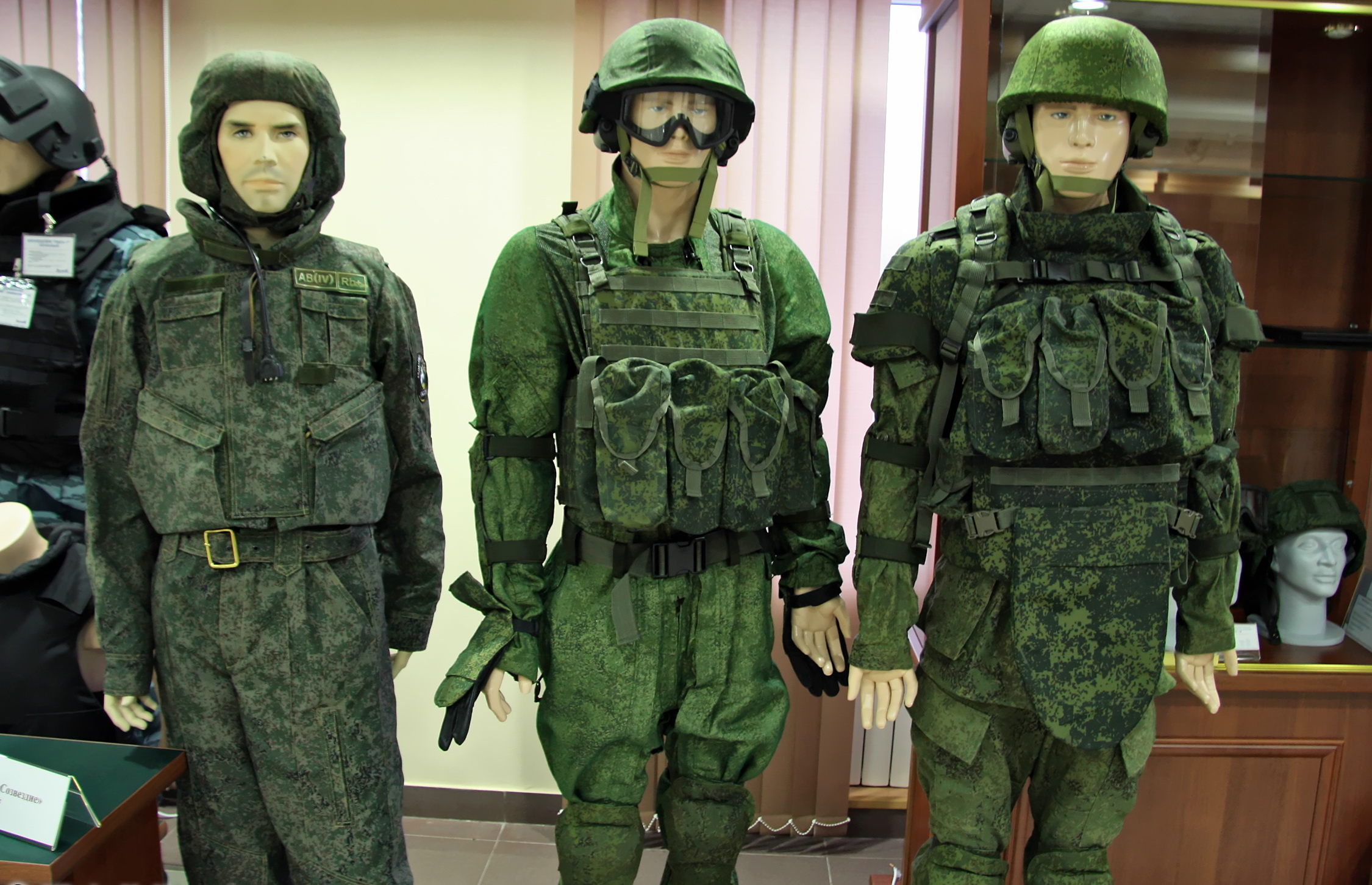
Слева направо: защитный костюм 6Б15 «Ковбой», боевой комплект 6Б21 «Пермячка» и индивидуальная экипировки «Бармица».

6Б15 «Ковбой» — российский боевой защитный костюм для экипажей бронемашин.
Является первым специализированным защитным комплектом для экипажа бронемашин, принятым на вооружение российской армии. Разработан «ЦНИИточмаш».
Защитный комплект «Ковбой» состоит из противоосколочного бронежилета первого класса защиты, огнезащитного костюма и противоосколочной накладки на танковый шлемофон. «Ковбой» сшит из арамидных волокон, что позволяет сделать экипировку прочной и огнеупорной.
Обеспечивает защиту от огня, осколков и выстрелов из пистолета Макарова пулей со стальным сердечником. Способен защитить 80 % поверхности тела (включая паховую область, плечи и шею) от воздействия открытого пламени на протяжении 10-15 секунд. При этом защитная экипировка не ограничивает свободу действий танкиста. Масса защитного костюма составляет около 6,5 кг.
6Б15 «Ковбой» начал поступать в российские войска в августе 2012 года. Первыми начали оснащаться танковые подразделения Южного военного округа.